# Дмитро Святополк-Четвертинський
Дмитро (Димітр) Святополк-Четвертинський (3 серпня 1777 — 5 червня 1859, с. Годомичі, нині Маневицький район) — князь руського (українського) походження, польський освітній та громадський діяч, маршалок шляхти Заславського повіту. 

## Життєпис
Син князя Януша Томаша Святополка-Четвертинського та його дружини — княжни Йоанни Яблоновської (доньки мостиського старости Димітра Александера (Гіполіта) Яблоновського. Представник гілки роду, яка підписувалася «на Боровичах чи на Новій Четвертні».
У 1800 одружився з Софією Слізень (1780-1845). У подружжя народилися дві доньки: Кароліна (1804-1859), Елеонора (1811-1882).
Належав до групи волинян, які тісно співпрацювали з Тадеушем Чацьким при розбудові польського шкільництва на Волині. Член Комісії судової едукаційної, за деякими даними — її очільник.
Близько 1813 року оселився у Крем'янці для навчання дітей.
Помер 5 червня 1859 року в своїй маєтності Гедеоничі — нині це село Годомичі, Колківська селищна громада (з 2017 року), Маневицький район, Волинська область.
Намогильний пам'ятник з червоного граніту з написом (деякі літери не збереглися): "D. O. M. / DYMITR XIAZE / IATOPOLK CZETWERTYN" (тобто D.O.M. Дмитро Святополк-Четвертинський, Принц) знаходиться на занедбаному польському цвинтарі селища (з кінця XVI століття до початку XX — місто) Колки.
Там же мармуровий надгробок його дружини, Софії Слізень, з гербами Świat та Погоня Руська.